# Avonte Maddox
Avonte Maddox (Detroit, 31 marzo 1996) è un giocatore di football americano statunitense che milita nel ruolo di cornerback per i Philadelphia Eagles della National Football League (NFL).

## Carriera

### Philadelphia Eagles
Maddox al college giocò a football con i Pittsburgh Panthers dove fu titolare in tutte le quattro stagioni. Fu scelto nel corso del quarto giro (125º assoluto) del Draft NFL 2018 dai Philadelphia Eagles. Debuttò come professionista subentrando nella gara del primo turno contro gli Atlanta Falcons senza fare registrare alcuna statistica. La sua stagione da rookie si chiuse con 35 tackle e 2 intercetti in 13 partite, 9 delle quali come titolare.
Il 12 febbraio 2023 nel Super Bowl LVII Maddox guidò la sua squadra con 7 tackle ma gli Eagles furono sconfitti per 38-35 dai Kansas City Chiefs.

## Palmarès
- Super Bowl : 1

Philadelphia Eagles: LIX
- National Football Conference Championship: 2

Philadelphia Eagles: 2022, 2024